# Asyntactus sigalphoides
Asyntactus sigalphoides är en stekelart som beskrevs av Marshall 1898. Asyntactus sigalphoides ingår i släktet Asyntactus och familjen bracksteklar. Inga underarter finns listade.